# Lambayeque

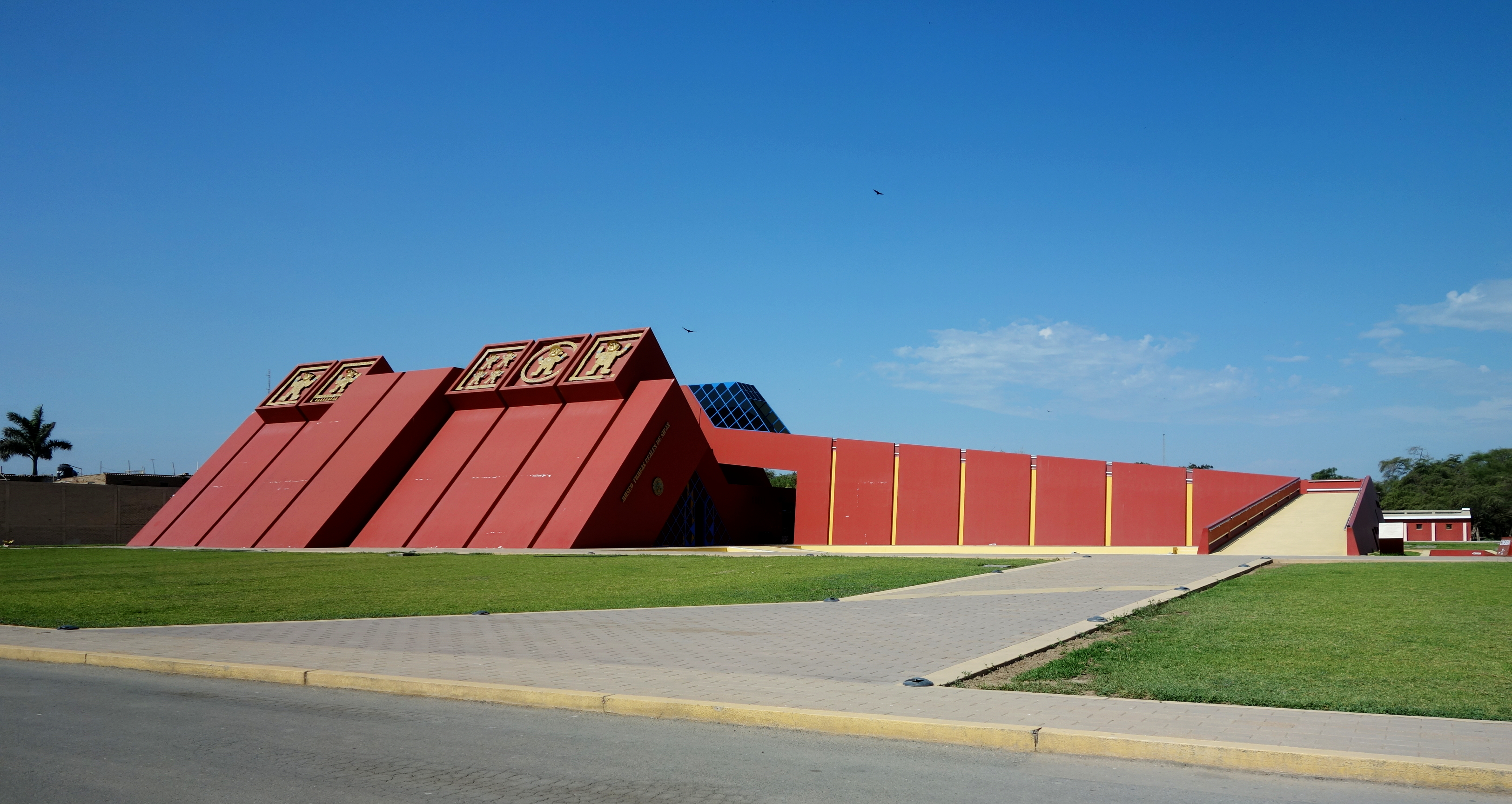
Museu Tumbas Reales em Lambayeque.

Lambayeque é uma cidade do Peru, capital da província de mesmo nome.